# I. György bolgár cár
I. György (? – 1308?) bolgár cár 1280-tól 1292-ig.
Az Ivajlotól félő bojárok választották meg az elmenekült III. Iván Aszen helyére a kun származású bojárt, Györgyöt, aki II. Iván Aszen unokáját vette feleségül. Ivajlo bukása után sem került teljesen kezébe a hatalom, uralma névlegessé vált, ugyanis az ország jelentős része a bojárok alatt önálló életet kezdett élni. A bizánciak nem nézték jó szemmel bérencük (III. Iván Aszen) eltávolítását és György megválasztását, ezért hadat indítottak Bulgária ellen. Szövetségeseik, a tatárok nagy sereggel pusztították az országot. Azonban ez kevés volt nekik, mert György helyett egy másik bojárt ültettek a trónra: Szmilecet.